# Ligue 2 2025-2026
La stagione della Ligue 2 2025-2026, nota anche come Ligue 2 BKT per motivi di sponsorizzazione, sarà un torneo di calcio della federazione francese, l'87ª stagione della Ligue 2.

## Stagione

### Novità
| Promosse dal Championnat National | Retrocesse dalla Ligue 1              | Promosse in Ligue 1   | Retrocesse nel Championnat National |
| --------------------------------- | ------------------------------------- | --------------------- | ----------------------------------- |
| Nancy Le Mans Boulogne            | Montpellier Saint-Étienne Stade Reims | Lorient Paris FC Metz | Caen Ajaccio Martigues              |

Nella stagione precedente sono state promosse in Ligue 1 Lorient, Paris FC, rispettivamente arrivate 1ª, 2ª , e Metz, promosso dopo lo spareggio promozione-retrocessione.
Dalla Ligue 1 sono retrocesse Montpellier, Saint-Étienne,rispettivamente arrivate 18ª e 17ª, e Stade Reims, dopo lo spareggio promozione-retrocessione.
Dallo Championnat National sono state promosse Nancy e Le Mans, che sono rispettivamente arrivate 1ª e 2ª. Inoltre il Boulogne prende il posto dell' Ajaccio, retrocesso per irregolarità amministrative.

### Formula
Le diciotto squadre partecipanti si incontrano in un turno di andata e ritorno, per un totale di 34 partite.

## Squadre partecipanti
| Club          | Stagione | Città                | Stadio                   | Stagione precedente                             |
| ------------- | -------- | -------------------- | ------------------------ | ----------------------------------------------- |
| Amiens        | dettagli | Amiens               | Stadio della Licorne     | 11º posto in Ligue 2                            |
| Annecy        | dettagli | Annecy               | Parc des Sports          | 6º posto in Ligue 2                             |
| Bastia        | dettagli | Bastia               | Stadio Armand Cesari     | 8º posto in Ligue 2                             |
| Boulogne      | dettagli | Boulogne-sur-Mer     | Stadio de la Libération  | 3º posto in Championnat National                |
| Clermont Foot | dettagli | Clermont-Ferrand     | Stadio Gabriel Montpied  | 16º posto in Ligue 2                            |
| Dunkerque     | dettagli | Dunkerque            | Stadio Marcel Tribut     | 4º posto in Ligue 2                             |
| Grenoble      | dettagli | Grenoble             | Stade des Alpes          | 9º posto in Ligue 2                             |
| Guingamp      | dettagli | Guingamp             | Stadio di Roudourou      | 5º posto in Ligue 2                             |
| Laval         | dettagli | Laval                | Stadio Francis Le Basser | 7º posto in Ligue 2                             |
| Le Mans       | dettagli | Le Mans              | MMArena                  | 2º posto in Championnat National, promossa      |
| Montpellier   | dettagli | Montpellier          | Stadio della Mosson      | 18º posto in Ligue 1, retrocessa                |
| Nancy         | dettagli | Nancy                | Stadio Marcel Picot      | 1º posto in Championnat National, promossa      |
| Pau           | dettagli | Pau                  | Stadio du Hameau         | 13º posto in Ligue 2                            |
| Red Star      | dettagli | Saint-Ouen-sur-Seine | Stade Bauer              | 15º posto in Ligue 2                            |
| Rodez         | dettagli | Rodez                | Stade Paul-Lignon        | 14º posto in Ligue 2                            |
| Saint-Étienne | dettagli | Saint-Étienne        | Stadio Geoffroy Guichard | 17º posto in Ligue 1, retrocessa                |
| Stade Reims   | dettagli | Reims                | Stade Auguste Delaune    | 16º posto in Ligue 1, retrocessa dopo spareggio |
| Troyes        | dettagli | Troyes               | Stade de l'Aube          | 10º posto in Ligue 2                            |

## Allenatori e primatisti
| Squadra       | Allenatore       | Calciatore più presente | Cannoniere |
| ------------- | ---------------- | ----------------------- | ---------- |
| Amiens        | Omar Daf         |                         |            |
| Annecy        | Laurent Guyot    |                         |            |
| Bastia        | Benoît Tavenot   |                         |            |
| Boulogne      | Fabien Dagneaux  |                         |            |
| Clermont Foot | Grégory Proment  |                         |            |
| Dunkerque     | Albert Sánchez   |                         |            |
| Grenoble      | Franck Rizzetto  |                         |            |
| Guingamp      | Sylvain Ripoll   |                         |            |
| Laval         | Olivier Frapolli |                         |            |
| Le Mans       | Patrick Videira  |                         |            |
| Montpellier   | Zoumana Camara   |                         |            |
| Nancy         | Pablo Correa     |                         |            |
| Pau           | Nicolas Usaï     |                         |            |
| Red Star      | Grégory Poirier  |                         |            |
| Rodez         | Didier Santini   |                         |            |
| Saint-Etienne | Eirik Horneland  |                         |            |
| Stade Reims   | Karel Geraerts   |                         |            |
| Troyes        | Stéphane Dumont  |                         |            |

## Classifica
Aggiornata al 16 agosto 2025
|  | Pos. | Squadra       | Pt | G | V | N | P | GF | GS | DR |
|  | ---- | ------------- | -- | - | - | - | - | -- | -- | -- |
|  | 1.   | Amiens        | 4  | 2 | 1 | 1 | 0 | 5  | 3  | +2 |
|  | 2.   | Pau           | 4  | 2 | 1 | 1 | 0 | 3  | 1  | +2 |
|  | 3.   | Stade Reims   | 4  | 2 | 1 | 1 | 0 | 3  | 2  | +1 |
|  | 4.   | Troyes        | 4  | 2 | 1 | 1 | 0 | 2  | 1  | +1 |
|  | 5.   | Nancy         | 4  | 2 | 1 | 1 | 0 | 1  | 0  | +1 |
|  | 6.   | Laval         | 2  | 2 | 0 | 2 | 0 | 4  | 4  | 0  |
|  | 7.   | Dunkerque     | 2  | 2 | 0 | 2 | 0 | 4  | 4  | 0  |
|  | 8.   | Clermont Foot | 2  | 2 | 0 | 2 | 0 | 2  | 2  | 0  |
|  | 9.   | Le Mans       | 1  | 1 | 0 | 1 | 0 | 3  | 3  | 0  |
|  | 10.  | Saint-Étienne | 1  | 1 | 0 | 1 | 0 | 3  | 3  | 0  |
|  | 11.  | Bastia        | 1  | 1 | 0 | 1 | 0 | 1  | 1  | 0  |
|  | 12.  | Montpellier   | 1  | 1 | 0 | 1 | 0 | 1  | 1  | 0  |
|  | 13.  | Rodez         | 1  | 1 | 0 | 1 | 0 | 0  | 0  | 0  |
|  | 14.  | Guingamp      | 1  | 2 | 0 | 1 | 1 | 3  | 4  | -1 |
|  | 15.  | Grenoble      | 1  | 2 | 0 | 1 | 1 | 2  | 3  | -1 |
|  | 16.  | Annecy        | 1  | 2 | 0 | 1 | 1 | 2  | 4  | -2 |
|  | 17.  | Red Star      | 1  | 2 | 0 | 1 | 1 | 2  | 4  | -2 |
|  | 18.  | Boulogne      | 0  | 1 | 0 | 0 | 1 | 0  | 1  | -1 |

Legenda:
      Promosse in Ligue 1 2026-2027
  Partecipano ai play-off
      Retrocesse in Championnat National 2026-2027
Regolamento:
Tre punti a vittoria, uno a pareggio, zero a sconfitta.
In caso di arrivo di due o più squadre a pari punti, la graduatoria verrà stilata secondo la classifica avulsa tra le squadre interessate che prevede, in ordine, i seguenti criteri:
* Migliore differenza reti generale
* Maggior numero di reti realizzate in generale
* Migliore differenza reti negli scontri diretti
* Miglior piazzamento nel Classement du fair-play (un punto per calciatore ammonito; tre punti per calciatore espulso).
Note:

## Tabellone
|               | AMI  | ANN  | BAS  | BOU  | CLE  | DUN  | GRE  | GUI  | LAV  | LeM  | MOT  | NAN  | PAU  | RED  | ROD  | SaE  | StR  | TRO      |
| ------------- | ---- | ---- | ---- | ---- | ---- | ---- | ---- | ---- | ---- | ---- | ---- | ---- | ---- | ---- | ---- | ---- | ---- | -------- |
| Amiens        | –––– |      |      |      |      |      |      |      |      |      |      |      |      |      |      |      |      |          |
| Annecy        |      | –––– |      |      |      | 2-2  |      |      |      |      |      |      |      |      |      |      |      |          |
| Bastia        |      |      | –––– |      |      |      |      |      |      |      |      |      | 1-1  |      |      |      |      |          |
| Boulogne      |      |      |      | –––– |      |      |      |      |      |      |      |      |      |      |      |      |      |          |
| Clermont Foot |      |      |      |      | –––– |      |      |      |      |      |      |      |      |      |      |      |      | 0-0      |
| Dunkerque     |      |      |      |      | 2-2  | –––– |      |      |      |      |      |      |      |      |      |      |      |          |
| Grenoble      |      |      |      |      |      |      | –––– |      | 1-1  |      |      |      |      |      |      |      |      |          |
| Guingamp      |      |      |      |      |      |      |      | –––– |      | 3-3  |      |      |      |      |      |      |      |          |
| Laval         |      |      |      |      |      |      |      |      | –––– |      |      |      |      |      |      | 3-3  |      |          |
| Le Mans       |      |      |      |      |      |      |      |      |      | –––– |      |      |      |      |      |      |      |          |
| Montpellier   |      |      |      |      |      |      |      |      |      |      | –––– |      |      | 1-1  |      |      |      |          |
| Nancy         |      |      |      | 1-0  |      |      |      |      |      |      |      | –––– |      |      |      |      |      |          |
| Pau           |      | 2-0  |      |      |      |      |      |      |      |      |      |      | –––– |      |      |      |      |          |
| Red Star      | 1-3  |      |      |      |      |      |      |      |      |      |      |      |      | –––– |      |      |      |          |
| Rodez         |      |      |      |      |      |      |      |      |      |      |      | 0-0  |      |      | –––– |      |      |          |
| Saint-Étienne |      |      |      |      |      |      |      |      |      |      |      |      |      |      |      | –––– |      |          |
| Stade Reims   |      |      |      |      |      |      |      | 1-0  |      |      |      |      |      |      |      |      | –––– |          |
| Troyes        |      |      |      |      |      |      | 2-1  |      |      |      |      |      |      |      |      |      |      | –––– \|- |

## Spareggio promozione-retrocessione
Le squadre classificatesi dal 3º al 5º posto in campionato partecipano alle gare di qualificazione per lo spareggio promozione-retrocessione contro la 16ª classificata in Ligue 1. 
Per tali partite, in caso di parità, non vi saranno tempi supplementari, per cui si andrebbe direttamente ai calci di rigore. 

### Semifinale
| Squadra 1 | Risultato | Squadra 2 |
| --------- | --------- | --------- |
|           | -         |           |

### Finale
| Squadra 1 | Risultato | Squadra 2 |
| --------- | --------- | --------- |
|           | -         |           |

### Spareggio finale
|  | Risultati |  | Luogo e data |
|  | --------- |  | ------------ |
|  | -         |  |              |
|  | -         |  |              |
|  |           |  |              |

## Statistiche

### Squadre

#### Capoliste solitarie
|    | —— | —— | —— | —— | —— | —— | —— | —— | ——  | ——  | ——  | ——  | ——  | ——  | ——  | ——  | ——  | ——  | ——  | ——  | ——  | ——  | ——  | ——  | ——  | ——  | ——  | ——  | ——  | ——  | ——  | ——  | ——  | ——  | ——  | ——  | ——  | —— |  |
|    |    |    |    |    |    |    |    |    |     |     |     |     |     |     |     |     |     |     |     |     |     |     |     |     |     |     |     |     |     |     |     |     |     |     |     |     |     |    |  |
|    |    |    |    |    |    |    |    |    |     |     |     |     |     |     |     |     |     |     |     |     |     |     |     |     |     |     |     |     |     |     |     |     |     |     |     |     |     |    |  |
|    |    |    |    |    |    |    |    |    |     |     |     |     |     |     |     |     |     |     |     |     |     |     |     |     |     |     |     |     |     |     |     |     |     |     |     |     |     |    |  |
| 1ª | 2ª | 3ª | 4ª | 5ª | 6ª | 7ª | 8ª | 9ª | 10ª | 11ª | 12ª | 13ª | 14ª | 15ª | 16ª | 17ª | 18ª | 19ª | 20ª | 21ª | 22ª | 23ª | 24ª | 25ª | 26ª | 27ª | 28ª | 29ª | 30ª | 31ª | 32ª | 33ª | 34ª | 35ª | 36ª | 37ª | 38ª |    |  |

### Individuali

#### Classifica marcatori
| Gol |  |  | Giocatore | Squadra |
| --- |  |  | --------- | ------- |